# Care for Me
Care for Me è il secondo album in studio del rapper statunitense Saba, pubblicato nel 2018.

## Tracce
1. Busy / Sirens (featuring theMIND) – 5:29
2. Broken Girls – 4:37
3. Life – 2:42
4. Calligraphy – 3:04
5. Fighter (featuring Kaina) – 4:42
6. Smile – 3:28
7. Logout (featuring Chance the Rapper) – 2:30
8. Grey – 4:00
9. Prom / King – 7:31
10. Heaven All Around Me – 3:32

## Accoglienza
| Pubblicazione   | Accoglienza                            | Posizione |
| --------------- | -------------------------------------- | --------- |
| The A.V. Club   | The A.V. Club's 20 best albums of 2018 | 3         |
| Billboard       | The 50 Best Albums of 2018             | 32        |
| Chicago Tribune | The Best rock and rap albums of 2018   | 5         |
| Complex         | The Best Albums of 2018                | 15        |
| Consequence     | The 23 Best Albums of 2018             | 3         |
| NPR Music       | The 50 Best Albums of 2018             | 26        |
| Okayplayer      | The Best Albums of 2018                | 15        |
| PopMatters      | The Best Albums of 2018                | 15        |
| Spin            | The 51 Best Albums of 2018             | 37        |
| Uproxx          | The 50 Best Albums of 2018             | 12        |